# Direction générale de la Performance économique et environnementale des entreprises
La direction générale de la Performance économique et environnementale des entreprises (DGPE) est l'une des quatre directions du ministère de l'Agriculture et de l'Alimentation.

## Histoire
Née en 2008, cette direction générale s'est d'abord appelée direction générale des Politiques agricole, agroalimentaire et des Territoires (DGPAAT). Elle devient le 1er mai 2015 la direction générale de la Performance économique et environnementale des entreprises. 

## Missions
La DGPE assure deux missions parmi les plus sensibles du ministère chargé de l'Agriculture :
- Elle est chargée du suivi de la mise en œuvre de la politique agricole commune de l'Union européenne.

- Elle est aussi chargée de piloter la mise en œuvre de la stratégie nationale de développement durable dans le domaine agricole.

Elle suit également les questions relatives aux entreprises agricoles et à leurs relations avec l'économie nationale et internationale. Elle pilote les politiques du ministère relatives à l'outre-mer.

## Organisation
La DGPE est composée d'une délégation et de quatre services :
- la délégation ministérielle aux entreprises agroalimentaires ;
- le service développement des filières et de l'emploi (qui gère les filières des productions agricoles, agroalimentaires, cheval, forêt–bois et bioéconomie) ;
- le service de la compétitivité et de la performance environnementale ;
- le service Europe et international ;
- le service de la gouvernance et de la gestion de la PAC.

## Systèmes d'information
Les principaux systèmes d'information de la DGPE étant utilisés dans le cadre de l'Agence de services et de paiement (ASP), la maîtrise d'ouvrage du système d'information est assurée par l'ASP.
La DGPE dispose d'un membre permanent dans le groupe de coordination inter-bassins du système d'information sur l'eau.